# 邱良功古厝
邱良功古厝是中華民國金門縣金城鎮北門里的歷史建築，是清朝浙江水陸提督邱良功的故宅，為金門縣縣定古蹟。

## 歷史
邱良功是金門後浦人，出生35天其父去世，由其母許氏在此厝撫養邱樹功和邱良功兄弟長大，後邱良功投身行伍，屢立戰功，嘉慶十四年（1809年）升任浙江水陸提督，朝廷賜二鎮基石，令其於金門修建提督府第，後由於鄰居不願售地，邱良功不願因此而被父老視為仗勢欺人，僅對老厝進行翻修，將二鎮基石埋於井台，嘉慶二十二年（1817年）病逝，追贈建威將軍、三等男爵。

## 建築
邱良功古厝分為一大一小兩個部分，均為三合院，佔地頗廣，有50餘個房間，但構造簡樸内斂，與傳統金門民宅並無二樣，1836年曾進行大修，後由於年久失修，一度損毀嚴重，後浯江街進行市地重劃時拆除周圍民宅並對其經修復，情況大有改善。古厝為傳統閩南民居，為兩座一落四櫸頭左突規則，墻壁下半部分為大石砌成，上半則為磚石木結合，屋頂為紅瓦，厝内紅磚鋪地，另有一座在八二三砲戰期間修建的防空洞，古厝門前有一廣場，附近居民稱之為邱厝埕，屋中尚存有邱良功遺物方形銅鏡一面和高61公分、寬85公分的雕龍聖旨鎮基石二塊。2006年金門縣政府公告其為縣定古蹟。